# Osweiler
Osweiler (luxemburgisch Ueswellerⓘ) ist ein Ortsteil der Gemeinde Rosport-Mompach, Kanton Echternach im Großherzogtum Luxemburg.

## Lage
Osweiler liegt nur 4 km südlich von Echternach entfernt. Nachbarorte sind im Westen Dickweiler und im Norden die Stadt Echternach. Durch den Ort fließt der Lannebach, der nördlich der Ortslage in den Weidebach mündet. Die CR 139 durchquert den Ort.

## Allgemeines
Osweiler ist ein ländlich geprägtes Dorf und wird von der Pfarrkirche St. Katharina geprägt.

## Geschichte
Osweiler gehörte bis zum 31. Dezember 2017 zur Gemeinde Rosport und seit dem 1. Januar 2018 zur neuen Gemeinde Rosport-Mompach, die aus der Fusion der beiden Gemeinden Rosport und Mompach entstanden ist.